# Cobra Verde (band)
Cobra Verde is een Amerikaanse indierockband. De band werd in 1992 opgericht in Cleveland door oud-leden van Death of Samantha. In 1994 verscheen het debuutalbum Viva la muerte. Het album werd door Rolling Stone en Request uitgeroepen tot een van de beste indie uitgaven van dat jaar. De muziek van Cobra Verde is omschreven als midwestern rock, glamrock en art-punk.
In 1996 voegde de toenmalige bezetting zich bij Guided by Voices nadat alle leden van die band, behalve zanger Robert Pollard, waren vertrokken. In 1997 bracht Guided by Voices het album Mag Earwhig! uit met de nieuwe bezetting. Ondertussen bleef Cobra Verde doorgaan met het uitbrengen van eigen muziek.
De band figureerde in 2006 als een Foreigner-coverband in de dramaserie The O.C.. Hun muziek werd gebruikt in de televisieseries Entourage en Sons of Anarchy. Stuart Berman van Pitchfork noemde de band een "tv-licentiemachine": "(...) Cobra Verde have adapted rather well to the new-school indie economy, turning themselves into a TV-licensing machine and landing plum placements on "Entourage" and "The O.C." Nieuwe platen bleven uit doordat zanger John Petkovic en gitarist Tim Parnin de supergroep Sweet Apple oprichtten. In 2014 dook Cobra Verde opnieuw de studio in. In een interview met Culture Creature in 2017 gaf Petkovic aan dat er twintig liederen klaarliggen voor een nieuw album.

## Discografie

### Albums
- Viva la muerte, 1994
- Egomania (love songs), 1997
- Nightlife, 1999
- Easy listening, 2003
- Copycat killers, 2005
- Haven't slept all year, 2008
- True blood, 2009

### Ep
- Vintage crime ep, 1995

### Singles
- One step away from myself/Everything to you 1996
- Leather/A story I can sell, 1996
- The great dominions, 1996
- Terrorist, 1997
- Blood on the Moon, 1997
- For my woman, 1997